# 臨川郡 (東漢)
臨川郡，中国东汉末年设置的郡。
建安年間中，孫權分丹陽郡置，以朱然為太守，郡治不詳。領縣部分，李曉傑《東漢政區地理》推算東漢末丹陽郡領25縣（歷陽1縣存廢與否不明），許嵩《建康實錄》卷一黃武元年注語「丹陽郡領一十九縣」，以此可知臨川郡最少領有5縣。吳增僅《三國郡縣表》考證「其所屬諸縣大約西接豫章，東接丹陽，南接新都，如臨城、石城等縣皆是其地」。據吳增僅所推測的地理範圍來看，其領縣可能有臨城、石城、春穀、涇、安吳、陵陽等數縣。黃武以後廢郡，併入丹陽郡。